# Łowcy rupieci
Łowcy rupieci (tytuł oryg. Scavenger Hunt) – amerykański film fabularny z 1979 roku, wyreżyserowany przez Michaela Schultza.

## Obsada
- Richard Benjamin − Stuart Selsome
- James Coco − Henri
- Scatman Crothers − Sam
- Ruth Gordon − Arvilla Droll
- Cloris Leachman − Mildred Carruthers
- Cleavon Little − Jackson
- Roddy McDowall − Jenkins
- Robert Morley − Bernstein
- Richard Mulligan − Marvin Dummitz
- Tony Randall − Henry Motley
- Arnold Schwarzenegger − Lars
- Dirk Benedict − Jeff Stevens
- Vincent Price − Milton Parker
- Willie Aames − Kenny Stevens
- Richard Masur − Georgie Carruthers
- Meat Loaf − Scum
- Melissa Francis − Jennifer Motley
- Liz Torres − Lady Zero
- Carol Wayne − pielęgniarka